# Gabriel de Araceli
Gabriel de Araceli es un personaje galdosiano, protagonista y conductor de la Primera serie de los Episodios nacionales.
A lo largo de los diez episodios que componen la primera serie –a excepción del titulado Gerona–, las andanzas aventureras y amorosas del muchacho y pronto mozo Gabriel de Araceli, le sirven a Galdós de hilo conductor de una serie de tramas –a veces folletinescas–, a través de la España subyugada y sometida por Francia y envuelta en la guerra de la Independencia. Araceli estará ya presente en la batalla de Trafalgar como grumete, e irá narrando en primera persona la historia española, entre 1805 y 1812, hasta la derrota de los ejércitos franceses en Arapiles. 
El personaje literario, rememorado por el propio Galdós como el hombre «que nació sin nada y lo tuvo todo» y definido como «pillete de playa que terminó su existencia histórica como caballeroso valiente oficial del Ejército español», evoluciona desde el pícaro huérfano, astuto e ingenioso, al hombre adulto que modela su personalidad y carácter a través del concepto del honor sometido al cumplimiento del deber, de la rectitud de conciencia y sobre todo, como analiza Joaquín Casalduero, del gesto amoroso con sus congéneres, el resto de los humanos. Otros autores, resaltan en la evolución del personaje la lectura final de una moralina galdosiana que se resumiría en un «si te casas bien serás feliz», apoyándose en el detalle de que es la suegra de Araceli quien, por medio de sus contactos, irá consiguiendo sucesivas mejoras en la graduación militar del joven (que alcanza el rango de general); una reflexión que se amplía en la supuesta tesis galdosiana de que la ascensión social de la burguesía por sus propios medios no era cosa fácil para los españoles del siglo xix.
Otros expertos galdosistas han analizado la figura de Araceli en el meollo de la trama, concluyendo que la historia literaria de Araceli y su amada Inés, en el marco argumental de los Episodios, aun simbólica e ingénua, supuso un total acierto narrativo. Así lo expone Ortiz-Armengol, el más autorizado biógrafo de Galdós, cuando escribe que «Gabriel e Inés no son personajes vivos sino símbolos, pero el fondo del tapiz es tan rico, tan brillante, tan variado, que la sociedad española los aceptó desde que aparecieron».